# Гра на виживання (фільм, 2014)
«Гра на виживання» (англ. Beyond the Reach) — американський пригодницький гостросюжетний фільм 2014 року режисера Жана-Батиста Леонетті, знятий за сценарієм Стівена Саско. Сценарій написаний за романом Робба Вайта «Deathwatch» 1978 року. У фільмі знімались Майкл Дуглас, Джеремі Ірвін та Ронні Кокс. У кінотеатрах США показ стрічки розпочався 17 квітня 2015 року компанією Roadside Attractions, в Україні — 7 травня 2015 року дистриб'ютором Top Film Distribution.

## Сюжет
У маленькому містечку Нью-Мексико безжальний магнат та колекціонер трофеїв Джон Мадек хизується своїм всюдиходом вартістю 500 000 доларів. Підкупивши місцевого шерифа, він вирушає до каньйону Шипрок на полювання зникаючого сніжного барана з молодим, але досвідченим слідопитом Беном. Мадек знущається з провідника через його дівчину, яка вирушила в коледж Колорадо на стипендію з плавання після того, як отримала в подарунок пістолет. Бен просить надати дозвіл на полювання на зникаючого барана, Мадек пропонує пачку готівки, яку ошелешений Бен неохоче приймає після того, як збільшується первинна пропозиція.
Мадек — з філософією «спочатку стріляй, а потім питай» — випадково застрелює старого золотошукача. Бен наполягає на повідомленні про це як про нещасний випадок. Мадек стріляє в старого ще раз, але з пістолета Бена, і пояснює як він тепер може шантажувати Бена. Багатій пропонує йому угоду: Бен піде навчатися з фінансовим забезпеченням і отримає роботу з зарплатою $ 300 000 доларів на рік в обмін на співучасть у приховуванні злочину.
Мадек помічає як Бен бере свій аварійний транспондер, розгніваний багатій знищує його і лає за розірвання угоди. Джон погрожує Бену потужною гвинтівкою і наказує йому зняти весь одяг та взуття, змусивши бродити по пустелі, щоб той помер від зневоднення.
Мадек планує повідомити, що Бен з'їхав з глузду, застрелив золотошукача і зник за пустельним горизонтом. Мадек впевнений, що Бен не зможе вижити, оскільки вони знаходяться в гарячій пустелі за 45 миль від найближчого міста. Щоб впевнитись у цьому, Мадек спостерігає за Беном здалеку в приціл гвинтівки. Бен знаходить достатню кількість води у бочці, щоб вижити, поки Мадек не вистрілює в неї. Бен ховається в підземному лігві мертвого золотошукача, але Джон підриває його динамітом. Бену вдається втекти, прихопивши «мапу скарбів» Чарлі.
До заходу сонця Бен використовує мапу, щоб знайти скриню з особистими речами Чарлі, серед яких знаходить рогатку та кілька кульок. Бен прямує до прихованого грота з водою, в якому він і його подруга плавали, але знаходить його засохлим, і тепер спалене сонцем тіло замерзає від пустельної холодної ночі. Мадек слідкує за Беном, використовуючи потужні прожектори свого автомобіля. Бен, перехитривши Мадека, влучає в переслідувача рогаткою.
У місті Мадек уникає покарання, сівши у вертоліт. Бен іде до своєї дівчини та обіцяє більше не залишати її. Вночі озброєний Мадек прокрадається в їхній будинок, коли Бен і його подруга сплять. Жінка стріляє з пістолета, який їй подарував Бен. Бен добиває Мадека.

## У ролях
| Актор                | Роль           |
| -------------------- | -------------- |
| Майкл Дуглас         | Джон Мадек     |
| Джеремі Ірвін        | Бен            |
| Ронні Кокс           | шериф Дж. Робб |
| Ганна Манган-Лоуренс | Лайна          |
| Патрісія Бетюн       | секретар       |
| Мартін Палмер        | Чарлі          |
| Девід Гарвер         | батько Бена    |

## Виробництво
7 вересня 2013 року Майкл Дуглас та Джеремі Ірвін приєдналися до акторського складу стрічки. Основне знімання та виробництво розпочали 13 вересня 2013 року у Фармінґтоні, Нью-Мексико.

## Випуск
Прем'єра «Гри на виживання» відбулася 6 вересня 2014 року на Міжнародному кінофестивалі в Торонто. 7 вересня 2014 року Roadside Attractions отримала права на розповсюдження фільму за 2 мільйони доларів. Фільм вийшов 17 квітня 2015 року за сприяння Roadside Attractions. В Україні прокат стрічки розпочався 7 травня 2015 року. Допрем'єрний показ відбувся 29 квітня 2015 року.

## Критика
Фільм отримав змішані та негативні відгуки критиків. На Rotten Tomatoes фільм має рейтинг 36 %, ґрунтуючись на 69 оглядах, з оцінкою 4,95/10. У критичному консенсусі зазначається: «„Гри на виживання“ обіцяє гучні жанрові задоволення, які не вдається донести, втрачаючи глядача — і негідний поворот Майкла Дугласа — в оманливій історії, яка спотикається до кінця». На Metacritic фільм має оцінку 33 зі 100, на основі 18 оглядів критиків, що свідчить про «загалом несприятливі відгуки».
Кайл Сміт з «New York Post» дав фільму пів зірки з чотирьох, сказавши: «„Грі на виживання“ не вдається досягти південно-західного нуарного потенціалу „Старим тут не місце“, але немає ніяких сумнівів, що це нагадує ще одну класику Південного Заходу про зловмисне переслідування: мультфільм „Дорожній бігун“». Білл Гудікунц з «Аризона ріпаблік» оцінив фільму на дві з п'яти зірок, сказавши: «„Гра на виживання“ — це осічка, один з тих фільмів, який ніколи не підніметься до рівня забороненої насолоди». Майкл О'Салліван із «The Washington Post» дав фільму півтори зірки із чотирьох, сказавши: «У перших двох третинах фільму належить добути безглузді первинні задоволення. Але „Гра на виживання“ перевершує навіть його скромне розуміння завершального акту, провалюючись з тріскотом у кліше фільмів про мисливців за головами». Тірдад Дерахшані з «Філадельфії інкваїрер» дав фільму дві з чотирьох зірок, сказавши: «Тут не так багато: персонажі тонкі як папір, а дія повільна, часом занадто».
Лінда Барнард із «Toronto Star» дала фільму три з чотирьох зірок, сказавши, що «Дуглас у своїй стихії та повернувся назад, а стилізація постановки робить „Гру на виживання“ захопливим хітом цікавої забавки». Гері Голдштейн з «Лос-Анджелес таймс» дав фільму негативний відгук, сказавши, що «Гра на виживання» — виснажливий, беззмістовний трилер, який провалив логічний тест неймовірними способами. Джо Ноймаєр з «Нью-Йорк дейлі ньюз» дав фільму одну з п'яти зірок.